# Route nationale 2 (Algérie)
Pour les articles homonymes, voir N1 et Route nationale 2.
La route nationale 2 (RN 2 ou N 2) est une route nationale algérienne nord ouest-sud  reliant Mers El Kebir dans la wilaya d'Oran à Tlemcen. D'une longueur de 147 km, la première moitié entre la sortie d'Oran et Aïn Témouchent est une route 2×2.

## Paysages
La route débute sur la corniche de la base navale de Mers El-Kébir avant de contourner le massif du Murdjajo et sortir au niveau du port de pêche d'Oran après le passage par un tunnel de 160 mètres. La route traverse ensuite la ville d'Oran sur 5 km en remontant jusqu'à la sortie sud ouest de la ville au niveau du 3e périphérique.
Elle traverse ensuite la plaine agricole qui entoure la sebkha d'Oran de Misserghin jusqu'à Hassi El Ghella avant de poursuivre dans celle de Aïn Témouchent.
Elle remonte ensuite le cours de l'Oued Senane à flanc de coteaux jusqu'à Aïn Kihal puis traverse la zone de basse montagne des monts de Sebaa Chioukh jusqu'à Bensekrane ou elle doit traverser la vallée encaissée de l'oued Isser par un pont de 55 mètres.
Elle continue toujours à travers les zones agricoles sinueuses de Amieur et Chetouane pour terminer au croisement de la RN7 à l'entrée sud-est de la ville de Tlemcen.

## Historique
Le pont de l'oued Isser qui ouvre la route la plus courte d'Oran à Tlemcen est construit par le génie militaire français en 1849.
La route nationale no 2 a été instituée par décret le 16 juillet 1864 comme reliant Mers El Kebir à Tlemcen sur 149 km
Au début des années 2000, il a été décidé de dédoubler l'axe routier d'Oran à Tlemcen pour en faire une voie express avec des évitements des villes de Misserghin, Boutlelis, El Amria, Hassi El Ghella, El Malah et Aïn Témouchent mais après Aïn Témouchent, le dédoublement s'est poursuivi le long des RN35 et RN22 pour passer par Remchi et non par la RN2.

## Parcours
- Mers El Kebir (km 0)
- Place d'Armes, Oran (km 9)
- Rond-point de la 2e région militaire d'Oran (km 12,5)
- Rond-point Bouakeul d'Oran (km 13)
- Trémie du 3e boulevard périphérique d'Oran (km 13,5)
- W44 Haï Bouamama (km 15)
- W91Haï Benarba (km 17,5)
- Bretelle d'accès de la   1ère Rocade sud d'Oran (km 18)
- Échangeur est de Misserghin (km 21)
- W33Échangeur sud de Misserghin (km 22)
- Échangeur ouest de Misserghin (km 25)
- Bredeah (km 34)
- Échangeur est de Boutlelis (km 37)
- W20Échangeur ouest de Boutlelis (km 40)
- N96ARond-point entrée est d'El Amria (km 50)
- Rond-point entrée ouest d'El Amria (km 53)
- W18 Bretelle de l'evitement de Hassi El Ghella (km 61)
- N108Chaabat el leham  (km66)
- W26Bretelle de l'evitement d'El Malah (km 69)
- N35A et N96 et W67 Aïn Témouchent (km 81)
- W72 et W10Aïn Kihal (km 97)
- W104Aïn Takbalet (km 105)
- W19Bensekrane (km 116)
- Amieur (km 124)
- A3échangeur n°65 (km 131)
- W53Safsaf (km 143)
- N7 et N22CTlemcen (km 147)